# Caffè Quadri
Il Gran Caffè Quadri o Caffè Quadri è un locale pubblico storico della città di Venezia. È ubicato in piazza San Marco, sotto i portici delle Procuratie Vecchie.

## Storia
Si tratta di uno dei più antichi e longevi locali pubblici italiani. La sua attività iniziò, infatti, nel 1775 quando il mercante veneziano Giorgio Quadri, rientrato in patria dopo una lunga permanenza a Corfù, all'epoca territorio della Repubblica di Venezia, decise insieme alla moglie greca Naxina di aprire un locale in cui preparare e vendere il caffè sotto forma di acqua negra bollente. Questa consuetudine fu introdotta in città nel 1683 quando alcuni commercianti turchi aprirono una bottega per la degustazione del caffè in piazza San Marco, sotto i portici delle Procuratie Nuove. La novità incontrò subito il favore del pubblico, al punto che nel 1775 nella sola piazza San Marco erano presenti ben 24 botteghe del caffè su un totale cittadino di oltre 200.
Giorgio Quadri aprì il suo locale sotto le Procuratie Vecchie, rilevando una vecchia rivendita di vino e caffè già rinomata in città e la sua bottega del caffè divenne ben presto uno dei luoghi di ritrovo preferiti dell'aristocrazia veneziana.
Il locale subì una prima importante ristrutturazione nel 1830, sotto la gestione dei fratelli Vaerini, che ne ampliarono sia gli spazi che le attività, acquistando il piano superiore che fu adibito a ristorante. Il piano terreno venne decorato con stucchi in tinte pastello, con prevalenza dei colori verde e giallo, e completato con vedute e scene di vita veneziana, opera del pittore Giuseppe Ponga, ispirate allo stile di Pietro Longhi.
Nel 2011 il Caffè, che dispone dell'unico ristorante presente in piazza San Marco, è passato sotto la gestione della famiglia padovana Alajmo.
Uno scavo del 2025 ha intercettato una serie di murature e livelli pavimentali in parte attribuibili all'antica chiesa di San Gemignano, che qui sorgeva nei secoli altomedievali e di cui si era persa memoria circa la sua esatta collocazione all'interno dell'area Marciana.

## Clienti famosi
Durante il loro soggiorno a Venezia, fra i clienti regolari del caffè Quadri vi furono Stendhal, George Byron, Alexandre Dumas padre, Richard Wagner, Marcel Proust e, in epoca contemporanea, Michail Gorbačëv, François Mitterrand e Woody Allen.